# Độ xe ô tô

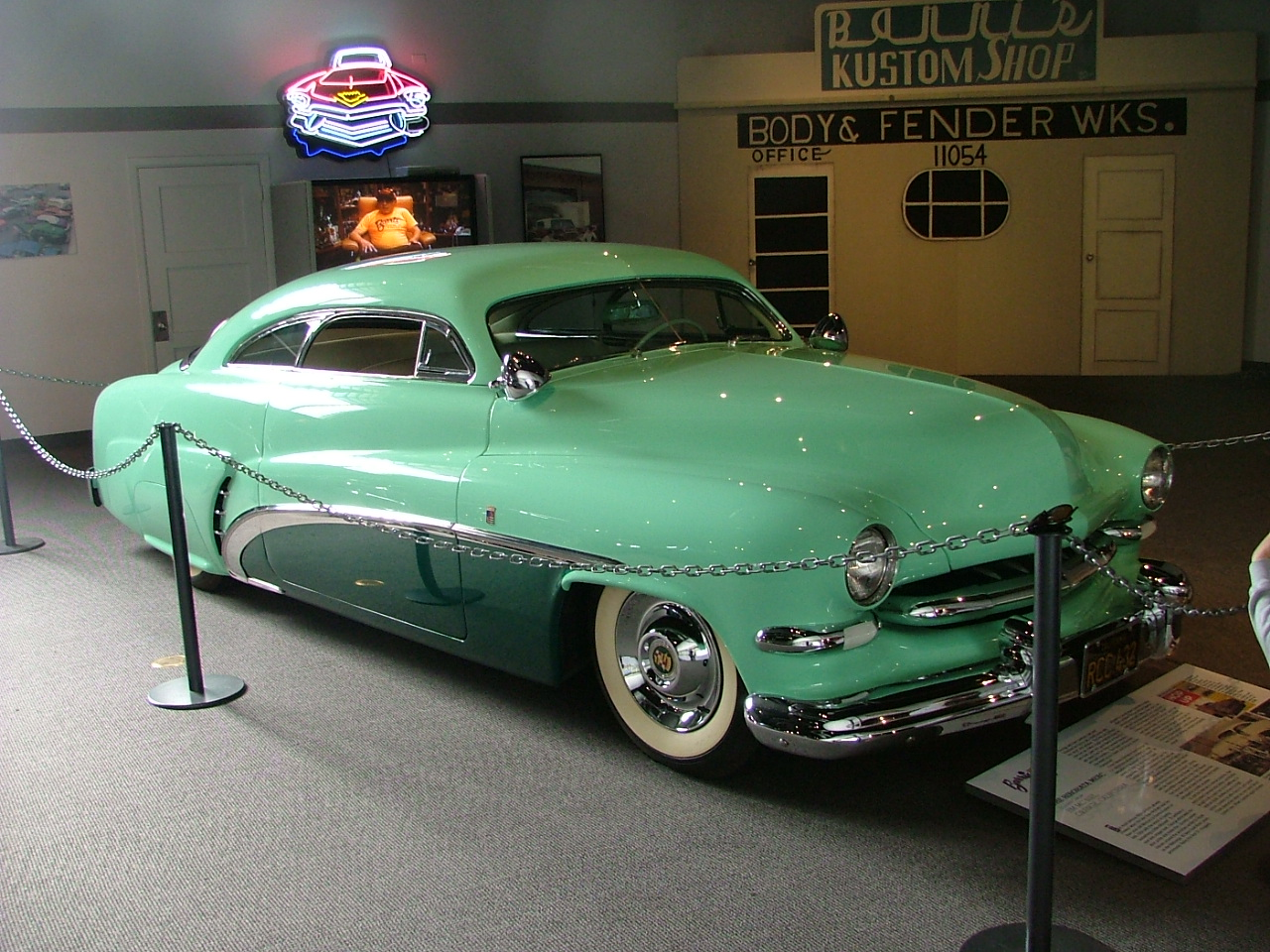
Người ta có thể cho rằng đây chính là chiếc xe ô tô độ nổi tiếng nhất theo phong cách cổ điển, chiếc Hirohata Merc

Độ xe ô tô là việc ô tô được sửa đổi về căn bản nhằm cải thiện hiệu suất máy, thường là điều chỉnh hoặc thay thế động cơ và hộp truyền động; tạo thành phiên bản "phá cách" mang dấu ấn cá nhân, sử dụng sản phẩm sơn và phụ tùng thị trường sau để khiến chiếc xe trông sẽ không giống bất cứ chiếc xe nào đã xuất xưởng từ nhà máy; hoặc sẽ là sự kết hợp của cả hai.